# カナダ級戦列艦
カナダ級戦列艦(Canada class ships of the line)はイギリス海軍の74門3等戦列艦。ウィリアム・ベートリーが設計した。一番艦は1765年に進水している。

## 設計
当時のイギリス海軍の造船様式では74門3等艦を2つのグループ、「大型」と「一般」に分類していた。カナダ級は後者に属しており、上部砲列甲板に18ポンド砲を搭載している。これに対して「大型」74門艦 (ヴァリアント級戦列艦など) は24ポンド砲を上砲列に積んでいた。

## 軍務
サン・ビセンテ岬の海戦において、ネルソンが指揮していたことで有名なキャプテンはこのカナダ級である。

## 同型艦
| 艦名                            | 造船所                                       | 発注            | 進水            | その後     |
| ------------------------------- | -------------------------------------------- | --------------- | --------------- | ---------- |
| カナダ (HMS Canada)             | ウリッジ工廠                                 | 1759年 12月1日  | 1765年 9月17日  | 1834年解体 |
| マジェスティック (HMS Majestic) | アダムズ&バーナード造船所 （デットフォード） | 1781年 8月23日  | 1785年 12月11日 | 1816年解体 |
| オライオン (HMS Orion)          | バーナード造船所 （デットフォード）          | 1782年 10月2日  | 1787年 6月1日   | 1814年解体 |
| キャプテン (HMS Captain)        | バットソン造船所 （ライムハウス）            | 1782年 11月14日 | 1787年 1月26日  | 1813年焼損 |